# Кавасуми, Аяко
Аяко Кавасуми (яп. 川澄 綾子 Кавасуми Аяко, род.  30 марта 1976, Токио) — сэйю и J-Pop- певица.

## Об артистке
Родилась в Токио, Япония. Любит бейсбол, любимая команда — Yakult Swallows.
Первой ролью Кавасуми стала офицер из аниме You’re Under Arrest (1997). Наиболее известна по роли Сэйбер из аниме Fate/stay night, а также по участию в сериалах «Махороматик: Автоматическая девушка» и Nodame Cantabile.
Помимо озвучания персонажей, Аяко Кавасуми имеет музыкальное образование по классу фортепиано. Ввиду этого Кавасуми зачастую исполняет песни от лица своих персонажей.

## Роли

### Аниме-сериалы
1997
- You're Under Arrest: Офицер (33 серия)

1998
- B Bidaman Bakugaiden V:
- Dokkiri Doctor: Икэда-сэнсэй
- DT Eightron: Фиа
- Guardian Angel Getten: Рисю
- Initial D: Нацуки Моги
- Neo Ranga: Ая
- Outlaw Star: Мельфина
- Princess Nine: Юки Адзума
- Weiß Kreuz: Саяка
- «Эксперименты Лэйн»: Мика Ивакура

1999
- AD Police: To Serve and Protect: Кёко Мияно
- Black Heaven: Ринко
- Crayon Shin-chan: Аи Сутомэ (серии 339+)
- Crest of the Stars: Лафиэль Абриэль
- Hoshin Engi: Синё
- I'm Gonna Be An Angel!: Сара
- Initial D: The Second Stage: Нацуки Моги
- Seraphim Call: Куруми Мацумото
- To Heart: Акари Камигиси
- Крутой учитель Онидзука: Томоко Номура, Наоко Идзуми

2000
- Argento Soma: Оператор
- Banner of the Stars: Лафиэль Абриэль
- Candidate for Goddess: Кадзухи Хикура
- Ceres, The Celestial Legend: Тидори Курума
- Gate Keepers: Рурико Икусава
- Ghost Stories: Ханако
- Mon Colle Knights: водный ангел
- NieA 7: Маюко Тигасаки

2001
- Angel Tales:  Черепашка Аюми
- Banner of the Stars II: Лафиэль Абриэль
- Comic Party: Акари
- Gene Shaft: Дольче Сайто
- Great Dangaioh: Манами Мисё
- Groove Adventure Rave: Эли
- Mahoromatic: Махоро Андо
- Muteki Ō Tri-Zenon: Курара
- Sister Princess: Тикагэ
- Zoids: New Century Zero: Ринон Торос
- Арена Ангелов: Каэдэ Сайто

2002
- Ai Yori Aoshi: Аой Сакураба
- Azumanga Web Daioh: Аюми Касуга (Осака)
- Kanon: Каори Мисака
- Mahoromatic: Something More Beautiful: Махоро Андо
- Onegai Sensei: Койси Хэрикава
- Petite Princess Yucie: Эрмина
- Piano: Миу Номура
- RahXephon: Мэгуми Сито
- Sister Princess: Тикагэ
- Tokyo Mew Mew: Жаклин

2003
- .hack//Legend of the Twilight: Хотару
- Ai Yori Aoshi Enishi: Аой Сакураба
- Angel Tales Chu: Черепашка Аюми
- E's Otherwise: Рури
- Mahoromatic: Summer Special: Махоро Андо
- Onegai Twins!: Койси Хэрикава
- Popotan: Унаги
- Scrapped Princess: Уиния Честер

2004
- Genshiken: Канако Оно
- Girls Bravo First Season: Михару Сэна, Канака
- Initial D: The Fourth Stage: Нацуки Моги
- Kannazuki no Miko: Тиканэ Химемия
- Kujibiki Unbalance: Касуми Кисараги
- Kurau Phantom Memory: Курау Амами
- Ninin Ga Shinobuden: Каэдэ
- Samurai Champloo: Фуу
- This Ugly Yet Beautiful World: Хикари
- To Heart: Remember My Memories: Акари Камигиси

2005
- Atashin'chi: Эмико
- Banner of the Stars III: Лафиэль Абриэль
- Best Student Council: Саюри Хида
- Black Jack: Митиру
- Bokusatsu Tenshi Dokuro-chan: Сизуки Минаками
- Canvas 2 ~Niji Iro no Sketch~: Анна Хоусэн (10 серия)
- Fushigiboshi no Futagohime: Эльза
- Gallery Fake: Сара Харифа
- Girls Bravo Second Season: Михару Сэна, Канака
- Ginban Kaleidoscope: Тадзуса Сакурано
- Gunparade Orchestra: Сакаки Римэи
- He is my Master: Таками Сугита
- Hell Girl: Мисато Урано (5 серия)
- Kyo Kara Maoh!: Одлин
- Oku-sama wa Joshi Kōsei (My Wife is a High School Girl): Асами Онохара
- Petopeto-san: Кана Маэда
- Shakugan no Shana: Кадзуми Ёсида
- Starship Operators: Рио Мамия
- Strawberry Marshmallow: Мацури Сакураги
- The King of Braves GaoGaiGar Final: Папиллон Нуар
- The Snow Queen: Герда
- Trinity Blood: Катерина (в 10 лет)

2006
- .hack//Roots: Вул
- xxxHolic: Ран (серия 9)
- Angel Heart:Юмэ
- Fate/stay night: Сэйбер
- Fushigiboshi no Futagohime Gyu!: Эльза
- Kanon (2006): Каори Мисака
- Kujibiki Unbalance: Канако Оно
- Lovely Idol: Ая Хиватари
- Soukou no Strain: Сара
- Tsubasa: Reservoir Chronicle: Судзуран (33 серия)
- Yume Tsukai: Токо Мисима
- Zegapain : Сидзуно Мисаки
- Zero no Tsukaima: Генриетта

2007
- Bokusatsu Tenshi Dokuro-chan 2: Сидзуки Минагами
- Claymore: Елена
- D.Gray-man: Анжела, София
- Getsumento Heiki Mina: Сумирэ Нисиха, Мина Сивасу
- Genshiken 2: Канако Оно
- Hitohira: Ноно Итиносэ
- KimiKiss pure rouge: Томоко Кавада
- Kyoushirou to Towa no Sora: Каон
- Mokke: Сидзуру Хибара
- Nodame Cantabile: Мэгуми Нода
- Potemayo: Микан Нацу
- Princess Resurrection: Химэ
- Romeo x Juliet: Портия
- Shion no Ō: Сион Ясуока
- Shining Tears X Wind: Бланк Нейдж
- Shakugan no Shana Second: Кадзуми Ёсида
- Shinkyoku Soukai Polyphonica: Цугэ Юфинли
- Sky Girls: Отоха Сакурано
- Skull Man: Кирико Мамия
- Zero no Tsukaima: Futatsuki no Kishi: Генриетта
- Zombie-Loan: Комэ

2008
- Black Butler: Девочка (6 серия), королева Виктория
- Kanokon: Тидзуру Минамото
- Kemeko Deluxe!: Фумико Кобаяси
- Kyouran Kazoku Nikki: Доктор Эру
- Macademi Wasshoi!: Энэй
- Nodame Cantabile: Paris Chapter: Мэгуми Нода
- Real Drive: Холон
- Shina Dark: Ноэл Дэ' Бутэ
- Skip Beat!: Рурико Мацунай
- To Love-Ru: Саки Тэндзёин
- Zero no Tsukaima: Princesses no Rondo: Генриетта

2009
- 07 Ghost: сестра Афина
- Hatsukoi Limited: Сумирэ Фудономия
- Hayate the Combat Butler!! — А-тян (10 серия)
- Maria-sama ga Miteru 4th season: Юко Хосокава
- Nodame Cantabile: Paris-Hen season 2: Мэгуми Нода
- Pandora Hearts: Алиса
- Pokémon: Diamond and Pearl: Galactic Battles: Урара (585 серия)
- Queen’s Blade: Рейна
- Shinkyoku Soukai Polyphonica Crimson S: Цугэ Юфинли
- Tetsuwan Birdy: Decode Season 2: Сёко
- The Tower of Druaga: The Sword of Uruk: Кириэ
- To Aru Majutsu no Index: Лаура Стюарт

2010
- Nodame Cantabile: Finale: Нодамэ
- Ladies versus Butlers!: Томоми Сайкё
- The Qwaser of Stigmata: Миюри Цудзидо
- Gintama: Гэдомар
- Kaichou wa Maid-sama!: Аюдзава Минако

2013
- Fate/kaleid liner Prisma Illya: Сэйбер

2014
- Fate/stay night: Unlimited Blade Works: Сэйбер

2015
- Assassination Classroom — Агури Юкимура
- Death Parade — Матико
- Food Wars: Shokugeki no Soma — Фуюми Мидзухара

2016
- Maho Girls PreCure! — Лоретта

2017
- Is It Wrong to Try to Pick Up Girls in a Dungeon?: Sword Oratoria — Риверия Лйос Альф
- Yu-Gi-Oh! VRAINS — Аква

2018
- A Certain Magical Index III — Лаура Стюарт
- Cells at Work! — мастоцит
- Katana Maidens ~ Toji No Miko — Аканэ Оригами
- Lostorage incited WIXOSS — Ханаё
- «Вайолет Эвергарден» — Клара Магнолия

2020
- Assault Lily Bouquet — Мисудзу Кавадзоэ
- The Misfit of Demon King Academy — Шейла

### Аниме-фильмы
- Ah! My Goddess: The Movie: Морган Ле Фей
- Initial D Third Stage: Нацуки Моги
- Kino’s Journey: Country of Illness -For You-: Инерция
- Crayon Shin-chan: Rumble in the Jungle: Сайтомэ Аи
- Shakugan no Shana movie: Кадзуми Ёсида
- Brave Story: Таинственная девушка
- Sin: The Movie: Элис Стюарт
- .hack//G.U. Trilogy: Атоли
- Fate/stay night: Unlimited Blade Works: Сэйбер
- Fate/stay night: Heaven's Feel: Сэйбер, Тёмная Сэйбер
- A Whisker Away: Каору Мидзутани

### OVA
- Tristia of the Deep-Blue Sea: Нанока Фланка
- Ichigo Mashimaro OVA: Мацури Сакураги
- Ichigo Mashimaro Encore: Мацури Сакураги
- Usagi-chan de Cue: Мику
- Kai Toh Ran Ma: The Animation: Маюра
- Gundam Evolve: Юрии Адзисах (эпизод 9)
- Shakugan no Shana Special: Кадзуми Ёсида
- Sky Girls OVA: Отоха Сакурано
- Banner of the Stars III: Лафиэль Абриэль
- Dai Mahō Tōge: Анэго
- Angel Sanctuary: Сара Мудо
- Tournament of the Gods: принцесса Сидзуку
- .hack//G.U. Returner: Атоли
- Nakoruru ~Ano Hito kara no Okurimono~: Манари
- Bokusatsu Tenshi Dokuro-chan: Сидзуки Минагами
- The King of Braves GaoGaiGar Final OVA: Папиллон Нуар
- One: Kagayaku Kisetsu e: Мидзука Нагамори
- Sorcerer on the Rocks: Тару-Хо
- Starlight Scramble Ren'ai Kohosei: Мэгуми
- Emiya-san Chi no Kyou no Gohan: Сэйбер
- Carnival Phantasm: Сэйбер
- Fate/Grand Order: First Order: Артурия Пендрагон

### Игры
- .hack//G.U.: Атоли
- Aitakute... Your Smiles in My Heart: Сэнна Ниномия
- Asobi ni Iku Yo! -Chikyu Pinch no Konyaku Sengen-: Эрису
- Arknights: Siege
- Baldr Force EXE: Цукина Сасагири
- Blue Dragon: Клюкэ
- Crayon Shin-chan: Kids Station!: Сайтомэ Аи
- Cross Tantei Monogatari: Сато Хирокаватэ
- Dead or Alive: Кокоро
- Dragon Shadow Spell: Мириям
- Ehrgeiz: Юко Кисибодзин
- Project Zero II: Crimson Butterfly: Маю Амакура
- Fate/stay night: Артурия Пендрагон
- Fate/Extella: The Umbral Star: Артурия Пендрагон
- Fate/Grand Order: Артурия Пендрагон, Энн Бонни
- Fate/tiger colosseum: Сэйбер
- Fate/unlimited codes: Сэйбер
- Forever Kingdom: Фаина
- Future GPX Cyber Formula: A New Challenger: Рэна Юки
- Future GPX Cyber Formula: Road to the Infinity series: Рэна Юки
- Gatekeepers 1970: Рурико Икудзава
- Genshin Impact: Шэнь Хэ
- Gensou no Artemis: Микото Кудзу
- Girls’ Frontline[англ.]: P99, HK433
- Goemon: Shin Sedai Shuumei: Эбису
- Gokujō Seitokai: Саюри Хида
- Honkai: Star Rail: Сэйбер
- Kikou Heidan J-Phoenix II: Риса
- KimiKiss: Томоко Кавада
- King of Fighters: Хинако Сидзё
- Kita e: White Illumination: Хаяка Сакуё
- Ichigo Mashimaro: Мацури Сакураги
- Initial D Special Stage: Нацуки Моги
- Mana Khemia: Alchemists of Al-Revis: Изольда Шиллинг
- Mana Khemia 2: Ochita Gakuen to Renkinjutsushi-tachi: Улрика Майберг
- Namco x Capcom: Сабину, and Чудесная Момо
- Neosphere of the Deep-Blue Sky: Нанока Фланка
- Odin Sphere: Гведолун
- One: Kagayaku Kisetsu e: Юкими Миями
- Only You - Re cross: Акидуки
- Oni: Синатама
- Phantasy Star Universe: Ло, Лумия Вебер
- Piece of Wonder: Аманэ Саёдзи
- Popotan: Унаги
- Princess Maker 4: Райз Дорбас
- Punishing: Gray Raven: Бьянка (Zero, Veritas)
- Shikigami no Shiro: Юки Саё
- Sister Princess: Тикагэ
- SNOW: Сумино Юкидуки
- Tales of Legendia: Грунэ, Шварц
- To Heart: Акари Камигиси
- Trauma Center: Second Opinion: Анги Томсон/Блэквелл
- Tristia of the Deep-Blue Sea: Нанока Фланка
- Valkyrie Profile 2: Silmeria: Сильмерия
- Wild Arms: The 4th Detonator: Юлия Атрэйдэ
- Wrestle Angels: Survivor: Тигуса Юки
- You That Become A Memory ~Memories Off~: Исаго Наруми

## Вокал в аниме
- Banner of the Stars II : Farewell to my love (ED)
- Best Student Council : Koi suru miracle (ED2)
- Brave King GaoGaiGar Final (OAV) : Itsuka Hoshi no Umi de (ED 2)
- Denshin Mamotte Shugogetten (OAV) : Hoshigami Rishu-deshi (ED2)
- Ichigo Mashimaro (OAV) : TAkkan berry berry (OP)
- Ichigo Mashimaro Encore (OAV) : Ichigo Splash (OP)
- Kemeko Deluxe! : Kemeko Deluxe! (OP)
- Mahoromatic — Automatic Maiden : Kaerimichi (OP)
- Mahoromatic: Something More Beautiful : Soreiyu (OP)
- Mahoromatic: Summer Special : Soreiyu (OP)
- Oku-sama wa Joshi Kousei : Ai no Koneko, Love Love! Chu Chu
- ONE ~Kagayaku Kisetsu e~ (OAV) : Kono mama ga ii yo (ED 4 эпизода)
- Petite Princess Yucie : Egao no Tensai (OP)
- Piano : музыка «…to you» (OP)
- Queen's Blade -Rurō no Senshi- : Omoide to Yakusoku (ED)
- Seraphim Call : Arubamu (ED10)
- Starlight Scramble Renai Kouhosei (OAV) : Love One`s Home
- Strawberry Marshmallow : Ichigo Complete (OP)
- This Ugly Yet Beautiful World : Kimini Aete (ED 12 эпизода)
- To Heart : Yell (ED)
- Yume Tsukai : Kodou (ED)